# Dans la brume (film, 2018)
Ne doit pas être confondu avec Dans la brume (film, 2012).
Pour plus de détails, voir Fiche technique et Distribution.
Dans la brume est un film de science-fiction franco-québécois réalisé par Daniel Roby, sorti en 2018.
Le film débute par la présentation d'un couple qui vit paisiblement à Paris, avec sa fille atteinte du syndrome de Stimberger. Un jour, une brume venant du sous-sol anéantit les passants. Ce phénomène inonde toute la capitale, la plupart des survivants se réfugiant aux derniers étages des bâtiments et sur les toits. Au jour le jour, les derniers habitants tentent de survivre malgré le manque de nourriture, d'électricité et d'informations. Le couple fait tout ce qui est en son pouvoir pour sauver sa fille qui est restée dans la brume.

## Synopsis
Â la campagne, dans un champ baigné par un soleil printanier, une adolescente se promène en caressant de ses main les épis.

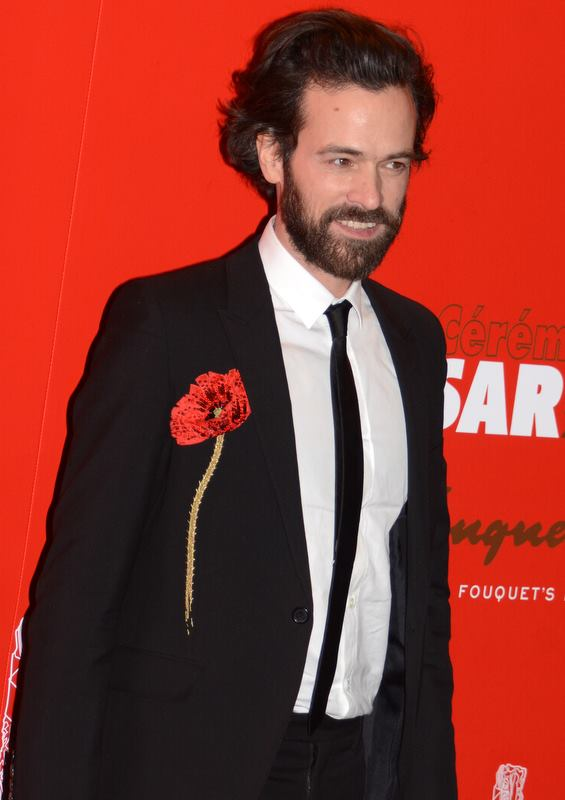
Romain Duris est Mathieu, personnage central du film

Mathieu est dans un avion. Il arrive à l'aéroport de Paris-Charles-de-Gaulle. En parvenant devant son immeuble, il ouvre la porte cochère à un de ses voisins, un homme âgé qui ne peut se déplacer qu'avec un appareil respiratoire. Son appartement est situé en étage (mais pas au dernier). Dans une chambre, sa fille Sarah vit dans une bulle stérile pour assurer sa protection immunitaire. Pendant qu'il lui offre un cadeau et que sa fille discute par visioconférence avec d'autres enfants dans la même situation qu'elle, il va dans une autre pièce avec son épouse Anna en lui faisant part de son espoir de trouver une solution en emmenant sa fille au Canada pour la sortir de cette situation d'enfermement.

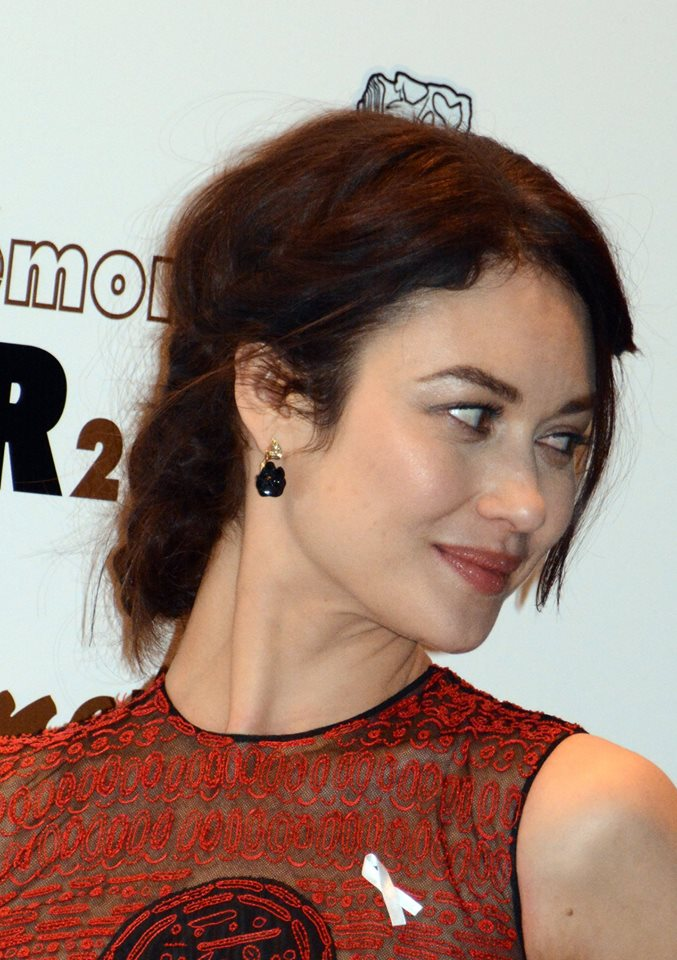
Olga Kurylenko est Anna, la mère de Sarah

Le même jour, alors que la télévision relate une catastrophe écologique survenue en Scandinavie, un tremblement de terre se fait ressentir dans Paris et une brume toxique sortant des bouches du métro envahit la ville. Mathieu et Anna décident de monter jusqu'au dernier étage de leur immeuble, laissant leur fille dans leur appartement situé dans un étage inférieur, car elle est protégée par sa bulle et ne peut de toute façon pas en sortir. Ils lui donnent un talkie-walkie afin qu'elle puisse garder le contact avec ses parents. Mathieu et Anna se retrouvent dans l'appartement d'un couple de personnes âgées. Monté sur le toit de l'immeuble, Mathieu s'aperçoit que la brume stagne environ au niveau du cinquième étage et qu'elle semble ni bouger, ni se dissiper. L'électricité a été coupée : la bulle de Sarah est équipée d'une batterie de secours, mais qui finira par s'épuiser, et Mathieu se demande comment descendre de l'appartement des vieillards pour retrouver sa fille et prendre soin d'elle.
Il repense alors à son voisin qui possède un respirateur et décide de descendre à son étage en apnée, découvrant le corps du vieillard étendu sur le sol, mort chez lui. Il trouve alors sa bouteille d'oxygène et l'utilise pour s'aventurer à l'extérieur. Avant de quitter l'appartement, il découvre deux chiens chez le vieillard : un chiot, qui semble en pleine forme et s'enfuit, et un chien adulte, mort. Il descend alors voir sa fille afin de lui porter de la nourriture et des piles.
Mathieu descend ensuite dans la rue pour essayer de comprendre ce qui se passe et découvre des dizaines de cadavres jonchant le sol. Il trouve une voiture électrique et décide d'en démonter les batteries pour alimenter la bulle de sa fille. Au retour, il croise des militaires équipés de masques et de bouteilles qui recherchent des survivants pour les emmener sur la butte Montmartre, un des rares endroits de Paris émergeant de la brume. En discutant avec l'un d'entre eux, il apprend que le gaz nocif vient du sous-sol mais qu'on n'en connaît pas la cause. Le militaire lui donne également deux masques à gaz avec leurs bouteilles. De retour chez lui, Mathieu visite l'appartement du dessous et constate que la brume est en train de monter lentement, et prévient sa femme. Celle-ci, morte d'inquiétude, descend durant la nuit voir sa fille, change sa batterie et récupère des outils pour réparer la radio des vieillards. Un message répété en boucle sur toutes les stations demande à la population de ne pas quitter leur domicile. Anna et Mathieu comprennent que la situation est catastrophique et se rendent compte en observant avec des jumelles la butte Montmartre, entièrement entourée par la brume, que celle-ci est la proie des flammes, les réfugiés parisiens entassés sur cette colline ayant fini par se battre entre eux.

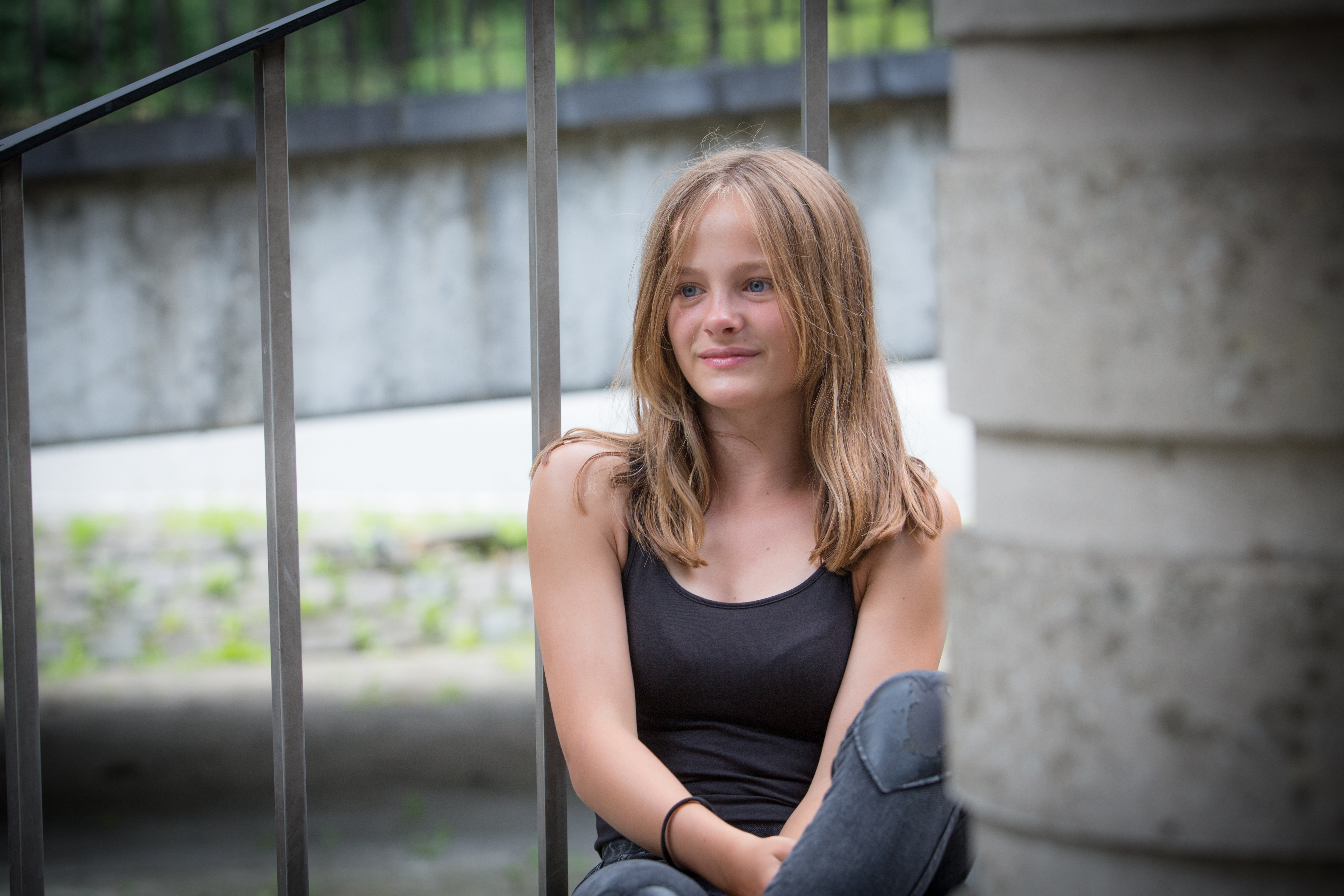
Fantine Harduin est Sarah, la jeune fille qui vit dans sa bulle

Mathieu et Anna prennent la décision de tout faire pour quitter Paris et de regagner leurs familles dans le Morvan. Ils décident d'aller chercher une combinaison étanche dans un laboratoire situé dans le centre de Paris afin de sortir leur fille de sa bulle et de trouver une voiture pour gagner le massif bourguignon. Équipés chacun d'un masque et d'une bouteille, ils décident de sortir. À peine sortis de leur immeuble, ils sont poursuivis par un chien d'attaque qui ne semble pas souffrir du gaz nocif et Mathieu, coursé par la bête, tombe dans la Seine en basculant par-dessus un parapet. Anna se retrouve seule dans Paris et décide de continuer son chemin vers le laboratoire. Elle finit par retrouver Mathieu qui a réussi à sortir du fleuve.

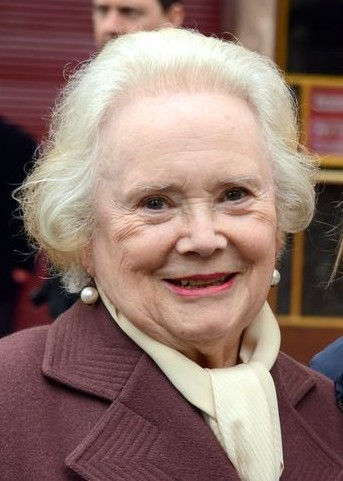
Anna Gaylor est la femme du couple de personnes âgées qui recueille Mathieu et Anna

Ayant trouvé la combinaison, le couple est victime d'une explosion probablement liée à une fuite de gaz. Ils réussissent à en sortir mais l'appareil respiratoire de Mathieu est endommagé. En n'utilisant que l'appareillage d'Anna, ils montent sur le toit du laboratoire mais Anna est obligée de repartir seule chez eux, laissant Mathieu seul. Celui-ci tente de retourner vers son immeuble par les toits pendant qu'Anna parvient enfin à rentrer. Arrivée à l'appartement des personnes âgées, elle se rend compte, en ouvrant la valise qui contient la combinaison, que celle-ci a été détériorée par l'explosion, la rendant inutilisable. Pendant ce  temps-là, Mathieu continue son chemin sur les toits et se retrouve dans un parking aérien où il fait connaissance d'un policier qui tente de le tuer. Tombant tous les deux dans la brume lors d'une bagarre, Mathieu réussit à s'emparer de l'équipement respiratoire du policier et parvient à regagner la rue pour entrer chez lui.
La batterie qui alimente la bulle de Sarah est vide, et sa mère décide de descendre la changer en retenant sa respiration car sa bouteille est vide, devant sa fille horrifiée par son geste. Mathieu arrive dans l'immeuble et découvre son épouse morte dans l'escalier, car elle n'a pas eu le temps de remonter au-dessus du niveau de la brume après avoir réussi l'échange. Quelque temps plus tard, un nouveau tremblement de terre survient et la brume reprend sa montée. Mathieu décide de chercher de nouveaux équipements et propose à ses hôtes de les emmener mais le couple, très âgé, décide de rester chez eux et d'attendre la mort tranquillement et ensemble.
Mathieu part à la recherche de l'équipement qu'il avait aperçu lors d'une précédente sortie, trouve un scooter et décide de rentrer chez lui. Il a un accident en évitant un enfant qui, à l'instar du chien, n'a pas l'air de souffrir de la présence de la brume. En se réveillant plus ou moins groggy, il découvre que sa fille et son ami, l'enfant qu'il a évité, de par leur maladie, sont immunisés contre la brume. Il perd de nouveau connaissance et se réveille dans la bulle de sa fille et l'appelle. Celle-ci lui répond par le talkie-walkie et lui dit doucement : « Oui papa, j'arrive. »

## Fiche technique
Sauf indication contraire, les informations mentionnées dans cette section peuvent être confirmées par la base de données cinématographiques IMDb,  présente dans la section « Liens externes ».
- Titre original : Dans la brume
- Titre anglais international : Just a Breath Away
- Réalisation : Daniel Roby
- Scénario : Jimmy Bemon, Mathieu Delozier et Guillaume Lemans
- Musique : Michel Corriveau
- Direction artistique : Arnaud Roth
- Décors : Renald Cotte-Verdy
- Costumes : Nathalie Benros
- Photographie : Pierre-Yves Bastard
- Montage : Stan Collet	et Yvann Thibaudeau
- Supervision des effets visuels : Bruno Maillard
- Production : Guillaume Colboc , Nicolas Duval Adassovsky, Guillaume Lemans et Delphine Clot
- Sociétés de production : Quad Cinéma, Section 9 (Guillaume Colboc) et Esprit Frappeurs (Delphine Clot et Guillaume Lemans) ; TF1 Films Production (coproduction) ; Christal Films
- Sociétés d'effets spéciaux numériques : Fix studio (Paris) ; Oblique fx (Montréal)
- Sociétés de distribution : TF1 Studio / Mars Films ; Distri7 (Belgique), Les Films Séville (Québec), Pathé Films AG (Suisse romande)
- Budget : 11,2 millions d'euros
- Pays d’origine :  France /  Canada
- Langue originale : français
- Format : couleur
- Genre : science-fiction
- Durée : 89 minutes
- Dates de sortie :
  - France, Suisse romande : 4 avril 2018
  - Belgique : 9 mai 2018
  - Québec : 8 août 2018

## Distribution
- Romain Duris : Mathieu
- Olga Kurylenko : Anna
- Fantine Harduin : Sarah
- Michel Robin : Lucien
- Anna Gaylor : Colette
- Réphaël Ghrenassia : Noé
- Erja Malatier : Charlotte
- Alexis Manenti : le policier ivre
- Maurice Antoni : M. Belkacem
- Robin Barde : le jeune soldat

## Production

### Développement et genèse
Le projet est initié en 2011 par le producteur Guillaume Colboc (Section9) qui fait appel au réalisateur Dominique Rocher pour réaliser un court métrage intitulé 380hz (la fréquence émise par le système d'alerte national français). Rapidement rejoint par Guillaume Lemans (Esprits Frappeurs), ils décident ensemble de developper un projet de film catastrophe grand public. Dominique Rocher se retire du projet pour se lancer sur un autre film, La nuit a dévoré le monde. Entouré de Mathieu Delozier et Jimmy Bemon, Guillaume Lemans écrit Dans la brume.
En janvier 2016, ils s'associent à Nicolas Duval (Quad Cinema) et, ensemble, proposent le scénario au réalisateur québécois Daniel Roby qu'ils pensent être « choisi parce qu’ils cherchaient une touche nord-américaine pour ce genre de film », ce qui leur permet d’associer la société québécoise Christal Films .

### Attribution des rôles
Fin septembre 2016, le réalisateur Daniel Roby choisit l’acteur Romain Duris pour son film, avec qui il « se sent privilégié de pouvoir travailler », avoue-t-il dans le journal québécois La Presse.
Le Journal de Montréal, en décembre 2016, révèle la présence d’Olga Kurylenko dans ses lignes, engagée pour interpréter le rôle principal du film.
Alors en pleine révélation de la sélection officielle du festival du film de Cannes, dont le film Happy End de Michael Haneke dans laquelle elle joue, la RTBF fait savoir qu’en avril 2017, la jeune actrice Fantine Harduin a rejoint les deux acteurs principaux.

### Tournage

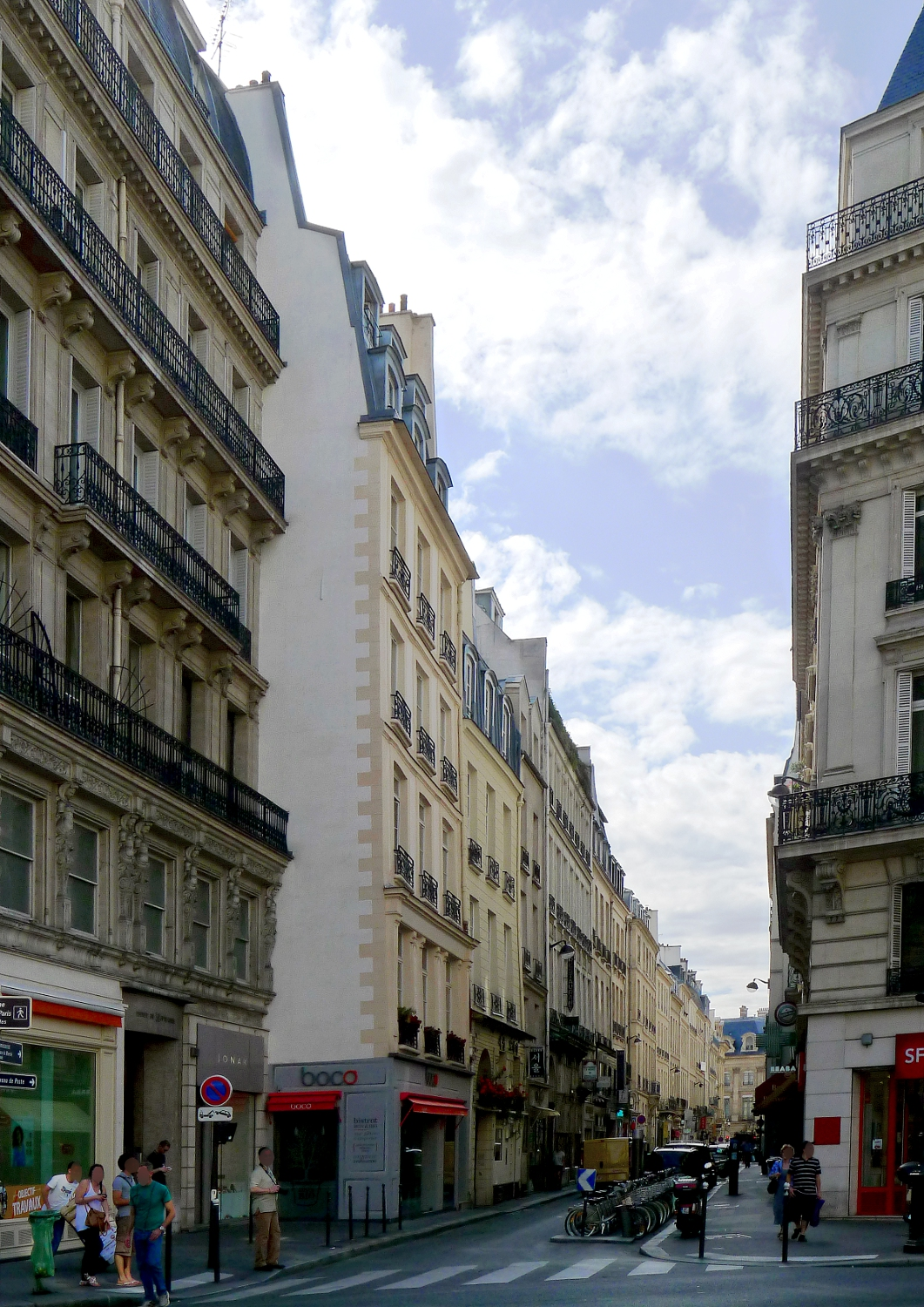
La rue Danielle-Casanova à Paris

Avec un budget comptant entre 8 et 9,5 millions d’euros grâce au soutien du Centre national du cinéma (CNC) et aux 30 % de crédit d’impôt, Daniel Roby et l’équipe du tournage débutent leurs prises de vues dans un studio de Saint-Ouen-l'Aumône où ils « recréent les rues de Paris envahies par une fumée toxique » et dans les réels arrondissements parisiens, entre le 13 février et le 19 avril 2017. Les intérieurs sont tournés dans les studios de Bry-sur-Marne « pour pouvoir les enfumer ».
En février, ils tournent dans la rue Danielle-Casanova dans les 1er et 2e arrondissements de Paris.
Le réalisateur effectue ensuite une partie de la postproduction à Montréal, particulièrement le montage et les effets visuels. Aurélia Abate, une des spécialistes de Fix Studio, précise qu'après avoir réalisé plusieurs essais de fumée, le film est tourné « avec de la vraie brume, mais dès que nous sommes en hauteur, nous faisons de la brume en 3D ».

## Accueil

### Critique
La première bande-annonce, révélée le 25 janvier 2018, « n'est pas sans rappeler The Mist de Frank Darabont mais aussi la saga Cloverfield dans sa façon de manier le suspense et d'entretenir le mystère », remarque Mathilde Cesbron du Point. « Avec cette histoire de gaz (ou de « brume » en l'occurrence), difficile de ne pas faire le parallèle avec The Mist de Stephen King », souligne Sylvain Trinel d’IGN.

### Box-office
La première semaine, le film réalise 123 997 entrées, mais les séances s'arrêtent au bout de 6 semaines. Le nombre total des entrées s'élève à 256 506, soit un chiffre d'affaires de l'ordre de 2,5 millions d'euros, ce qui représente un échec cuisant en regard des 11 millions de budget.
| Pays ou région | Box-office      | Date d'arrêt du box-office | Nombre de semaines |
| -------------- | --------------- | -------------------------- | ------------------ |
| France         | 256 506 entrées | 15 mai 2018                | 6                  |
| Total mondial  | 2 627 085 $     | -                          | -                  |